# Pterolophia annulata
Pterolophia annulata är en skalbaggsart som först beskrevs av Louis Alexandre Auguste Chevrolat 1845.  Pterolophia annulata ingår i släktet Pterolophia och familjen långhorningar.
Artens utbredningsområde är Taiwan. Inga underarter finns listade i Catalogue of Life.